# Godzilla kontra Gigan
Godzilla kontra Gigan (jap. 地球攻撃命令 ゴジラ対ガイガン Chikyū kōgeki meirei Gojira tai Gaigan) – japoński film typu kaijū z 1972 roku w reżyserii Juna Fukudy. Dwunasty film z serii o Godzilli.

## Fabuła
Gengo Kotaka bezskutecznie stara sprzedać swoją mangę dla dzieci. Jego narzeczona, Tomoko proponuje mu, by podjął się pracy dla powstającego parku rozrywki firmy World’s Children’s Land. Główną atrakcja ma być Godzilla Tower, wieża widokowa o wyglądzie Godzilli. Sekretarz firmy, Kubota mówi Gengo, że jego firma planuje wprowadzić wieczny pokój na świecie. Ostatecznie Gengo dostaje pracę jako projektant.
Następnego dnia Gengo udaje się do biura firmy, by dostarczyć projekty. Z budynku, gdzie mieści się biuro wybiega młoda dziewczyna ścigana przez Kubotę i jego podwładnych. Gengo dostrzega, że wypuściła z rąk taśmę magnetofonową. Czeka go kolejne zdziwienie, gdy odkrywa, że prezes firmy – Fumio Sudō ma dopiero siedemnaście lat. Jednak Gengo przekonuje jego ponadprzeciętna inteligencja. Wkrótce Kubota informuje prezesa Sudō o ucieczce dziewczyny i wykradzeniu cennej dla nich taśmy. Gengo sugeruje, że jest szpiegiem przemysłowym. Prezes Sudo jest zdania, że to wróg pokoju na świecie.
Po wyjściu z firmy Gengo zostaje napadnięty przez ową dziewczynę i towarzyszącego jej hipisa, prosząc by ten oddał taśmę. Niedługo potem oboje przedstawiają się jako Machiko Shima i Shōsaku Takasugi. Machiko wyjaśnia, że jej brat Takeshi pracujący w World’s Children’s Land jako technik komputerowy zniknął. Zaś gdy zaniepokojona przyszła do firmy, została odprawiona z kwitkiem. Wkrótce odkryła dziennik Takeshiego, który potwierdził jej złe przeczucie co do jego pracodawców.
Takeshi jest przetrzymywany wbrew własnej woli w Godzilla Tower. Prezes Sudō i Kubota odkrywają, że skradziona im taśma jest odtwarzana. Odtwarzają ją Gengo, Machiko i Shōsaku nie mogąc zrozumieć o co chodzi. Na Wyspie Potworów Godzilla i Anguirus słyszą sygnał taśmy i domyślają się, że dzieje się coś złego. Godzilla wysyła Anguirusa, by to sprawdził. Gengo pod pozorem przyniesienia dodatkowych projektów robi przeszpiegi na placu budowy.
Nabierając coraz większych podejrzeń, Gengo, Machiko i Shōsaku zaczynają analizować działalność dziecięcego centrum. Odkrywają, że to organizacja z siedzibą w Szwajcarii czerpiąca fundusze z prywatnych dotacji. Odkrywają też, że prezes Sudō i Kubota pochodzą ze wsi Yamanoshi. Gengo i Shōsaku docierają do ich rodzinnego domu prezesa Sudō. Ku ich zaskoczeniu jego matka oznajmia im, że mija dziś rocznica śmierci jej syna. Jeszcze większych podejrzeń nabierają, kiedy lokalny mnich mówi im, że Fumio nigdy nie był prezesem i zamiast bycia geniuszem, był głupkiem. Dowiadują się także, że Kubota był nauczycielem od angielskiego Fumio i obaj zginęli podczas górskiej wspinaczki.
Wkrótce Anguirus dociera do zatoki Sagami, jednak Japońskie Siły Samoobrony interpretują jego intencje jako atak i artylerią przepędzają go. Nocą Gengo dociera do Godzilla Tower celem dalszych poszukiwań Takeshiego. Gdy go odnajduje, zostaje nakryty przez Kubotę. Gengo szybko go spławia mówiąc, że chciał poznać jego opinię o projektach. Kubota mówi by, przyszedł jutrzejszego dnia i daje mu paczkę papierosów. Gengo dzieli się z informacjami z Machiko i Shōsaku. Nagle nachodzi ich Kubota ze swoimi ludźmi. W papierosach były nadajniki i teraz bohaterom grozi śmierć. Z opresji ratuje ich Tomoko i dzięki jej znajomości karate przepędza intruzów.
Godzilla i Anguirus wyruszają z Wyspy Potworów. Wiedząc o tym Kubota i prezes Sudō wysyłają sygnał z Godzilla Tower do przestrzeni kosmicznej, który odbierają kontrolowani przez nich Król Ghidora i Gigan. Gengo, Tomoko, Machiko i Shōsaku po spławieniu przez policję decydują sami uwolnić Takeshiego. Gengo i Tomoko zostają złapani przez Kubotę, prezesa Sudō i ich pomagierów. Mówią bohaterom, że tak naprawdę są karaluchami, które pochodzą planety Nebula M, która wymarła w wyniku skażenia przez rasę podobną do ludzkiej i używają martwych ludzi jako przebrania. Kosmici wyjaśniają, że chcą przejąć Ziemię z powodu odpowiadających tu warunków i zająć miejsce ludzi. Z kolei Ghidora i Gigan przybywają na Ziemię i zaczynają atakować Tokio. Wkrótce Godzilla i Anguirus docierają na miejsce i zaczynają walczyć z kosmicznymi potworami.
Machiko i Shōsaku wysyłają balonem linę, przez którą uciekają Gengo, Machiko i Tomoko i przechytrzają kosmitów z Nebula M, by ci myśleli, że nie żyją. Bitwa potworów przenosi się pod Godzilla Tower, która służy jako działo laserowe przeciw Godzilli. Kosmici liczą na śmierć Godzilli, bo wtedy będą mogli zrealizować plany o podboju Ziemi. Wojskowi mówią Gengo i Takeshiemu, że nic nie mogą zrobić z Ghidorą i Giganem broniących Godzilla Tower, jednak proponują im plan na zniszczenie bazy kosmitów. Wkrótce zostają podłożone silne materiały wybuchowe i Godzilla Tower zostaje zniszczona zabijając kosmitów z Nebula M.
Gigan i Ghidora są pozbawieni kontroli, jednak kontynuują walkę z Godzillą i Anguirusem. Po dość brutalnej bitwie kosmiczne potwory uciekają w popłochu, a Godzilla i Anguirus żegnani przez bohaterów odpływają z powrotem na Wyspę Potworów.

## Obsada
- Hiroshi Ishikawa – Gengo Kotaka
- Tomoko Umeda – Machiko Shima
- Minoru Takashima – Shōsaku Takasugi
- Toshiaki Nishizawa – sekretarz Kubota / kosmita z Nebula M #1
- Zan Fujita – prezes Fumio Sudō / kosmita z Nebula M #2
- Yuriko Hishimi – Tomoko Tomoe
- Kunio Murai – Takeshi Shima
- Gen Shimizu – dowódca wojsk
- Kuniko Ashihara – matka Fumio
- Zekō Nakamura – mnich
- Akio Murata – wydawca mangowy
- Haruo Nakajima –
  - Godzilla,
  - pracownik wydawnictwa mangowego,
  - członek Japońskich Sił Samoobrony
- Ted Thomas –
  - Godzilla (głos, wersja międzynarodowa),
  - różne role (głos, wersja międzynarodowa),
- Kōetsu Ōmiya –
  - Anguirus
  - członek przy sekcji radaru obronnego
- Michael Kaye –
  - Anguirus (głos, wersja międzynarodowa),
  - różne role (głos, wersja międzynarodowa),
- Kenpachirō Satsuma – Gigan
- Kanta Ina – Król Ghidora

## Produkcja

### Przygotowania
Po chłodnym przyjęciu Godzilla kontra Hedora przez producenta serii Tomoyukiego Tanaki, ten zlecił nakręcenie Junowi Fukudzie „normalniejszy film” z serii.
Tanaka szukał jednocześnie pomysłu na przywrócenie dawnej popularności Godzilli. W tamtym czasie Godzilla stracił pierwotną rolę atomowego zagrożenia i służył jako narzędzie marketingowe, co pozwalało marce na przetrwanie. Film stał się kierowany do coraz młodszej publiki, jako że Godzilla był bardzo popularny u japońskich dzieci. Jedną z koncepcji była koprodukcja z Tsuburaya Productions świętująca dziesięciolecie wytwórni Gojira Reddo Mūn Erabusu Hāfun Kaijū Bangaichi (jap. ゴジラ・レッドムーン・エラブス・ハーフン 怪獣番外地; pol. Godzilla, Redmoon, Erabus, Hafunː Ziema niczyja potworów). Widząc sukces wznowienia Inwazji potworów, wydanej pt. Kaijū daisensō: Kingu Gidora tai Gojira (jap. 怪獣大戦争 キングギドラ対ゴジラ; pol. Wojna wielkich potworów: Król Ghidorah kontra Godzilla), w bloku kinowym dla dzieci Toho Champion Festival zdecydował na przywrócenie Króla Ghidory jako antagonisty w następnym filmie.

### Scenariusz
Tanka zlecił napisanie scenariusze dwóm etatowym scenarzystom filmów kaijū – Shinichiemu Sekizawie i Takeshi Kimurze.
Kimura stworzył skrypt pt. Gojira tai Uchū Kaijū: Chikyū Bōei Meirei (jap. ゴジラ対宇宙怪獣　地球防衛命令; pol. Godzilla kontra Kosmiczne potwory: Dyrektywa obrony Ziemi), w którym kosmiczny mózg imieniem Miko miał podbić Ziemię za pomocą kosmicznych potworów – Króla Ghidory, Gigana i Megalona (który pojawił się potem jako główny antagonista w filmie Godzilla kontra Megalon). Zaś po stronie Godzilli i Anguirusa broniących świat przed najeźdźcami z kosmosu miał pomóc Majin Tuol, inkański bożek w formie kamienia, inspirowany Majinem z trylogii filmowej Daimajin z 1966 roku.
Z kolei skrypt Sekizawy pt. Kingu Gidora no Daigyakushūǃ (jap. キングギドラの大逆襲!; pol. Wielki kontratak Króla Ghidory!) został ukończony w lecie 1971 roku. Według niego Godzilla, Rodan i Varan mieli stoczyć bój z Ghidorą, Giganem i Mogu. W drugiej wersji skryptu Mogu został zastąpiony Megalonem, zaś w trzeciej Rodan i Varan zostali zastąpieni Anguirusem i larwą Mothry. Zmiany te wynikały z tego, że nie było już wystarczającej liczby ludzi w dziale efektów specjalnych, aby poprawnie kierować makietami i kostiumami latających potworów, a takimi były Rodan, Varan i nowy potwór, Mogu. Ostatecznym tytułem skryptu Sekizawy został Godzilla kontra Król Ghidoraː Dyrektywa ataku na Ziemię (jap. ゴジラ対キングギドラ　地球攻撃命令 Gojira tai Kingu Gidora Chikyū kōgeki meirei).
Premiera filmu została zaplanowana na wiosenny blok Toho Champion Festival 1972 roku. Na początku 1972 roku Tōhō zmieniło tytuł nadchodzącego filmu na Godzilla kontra Gigan, wierząc, że bardziej sensowne jest umieszczenie w tytule nazwy nowego potwora.

### Preprodukcja
Według reżysera efektów specjalnych, Teruyoshiego Nakano „pomysł na Gigana polegał na stworzeniu potwora o całkiem innym kształcie”, chcąc, aby potwór był podobny do „bogato ubarwionego dinozaura. Jednym z pomysłów Nakano, by korpus Gigana wzorowano na strojach jūni-hitoe. Za projekt Gigana odpowiadał ilustrator Shōnen Magazine Takayoshi Mizuki, na podst. pomysłów Teruyoshiego Nakano.
Japońskie imię Gigana – Gaigan, pochodzi od pseudonimu aktora Yūjirō Ishihary miły facet (jap. ナイスガイ naisu gai), w połączeniu ze słowem oznaczającym gęś (jap. 雁 gan); oba miały wpływ na projekt Gigana odpowiednio w jego wizjerze i kształcie ciała. Mizuki stworzył dwa potencjalne projekty dla Gigana, „trójkątny” projekt przypominający jego ostateczny wygląd oraz „okrągły” wzór z kilkoma półkulami na całym ciele. Mizuki dążył do uzyskania „ostrego, kwiecistego” wyglądu podczas tworzenia projektu Gigana i inspirował się ptakami, takimi jak gęsi i orły. Hakowate ramoina Gigana zostały zainspirowane Alien Baltanem z serii Ultra, ponieważ Mizuki często tworzył grafiki Ultramana dla magazynów, a oko-wizjer potwora okularami noszonymi przez Ishiharę w filmie Yama to tani to kumo obejrzanym przez Mizukiego podczas studiów. Początkowo jedna z rąk Gigana miała mieć kiścień.

### Casting
Był to ostatni film, w którym Haruo Nakajima zagrał Godzillę. Powodami były brak chęci grania po śmierci Eijiego Tsuburayi i masowe zwolnienia spowodowane fatalną kondycją finansową japońskiego przemysłu filmowego. Po tym filmie i Zatonięciu Japonii z 1973 roku Nakajima odszedł z aktorstwa i pracował w kręgielni. Do roli Gigana zatrudniono Kenpachirō Satsumę, który kreował go jako radującego się destrukcją.

### Realizacja
W tamtym czasie kryzys naftowy uderzył w japoński przemysł filmowy i Tōhō zmuszone było do poważnych cięć w budżecie. Większość scen bitewnych i walk z potworami zostały uzupełnione fragmentami z poprzednich filmów kaijū, co odbiło się na jakości filmu.
Teruyoshi Nakano wpadł na pomysł, aby Gigan miał trzecie oko oparte na filozofii buddyjskiego i z którego miał strzelać laserem. Umiejętność była także prezentowana na materiałach promocyjnych. Jednak w samym filmie, jak i w następnym Godzilla kontra Megalon Gigan nie ma laserowego wzroku, jako że Nakano uznał, że taka umiejętność pasuje bardziej do superbohatera czy człowieka niż złego potwora. Z tych samych powodów usunięto u Gigana możliwość ziania ogniem.
Był to pierwszy film, w którym Godzilla krwawi. Wynikało to z tego, że odpowiadający za efekty specjalne we wcześniejszych filmach kaijū Eiji Tsuburaya wzbraniał się przed pokazaniem krwi u potworów. Teruyoshi Nakano, który był reżyserem efektów specjalnych serii po śmierci Tsuburayi zauważył, że dzieci pytały, dlaczego Godzilla i inne potwory nigdy nie krwawiły.

### Efekty specjalne
Wykorzystano ponownie kostiumy Godzilli i Anguirusa z Zniszczyć wszystkie potwory. Kostium Gigana i nowe głowy do kostiumu Króla Ghidory wykonał Nobuyuki Yasumaru. Oko-wizjer wykonano z żywicy akrylowej, a dziób, kolce biegnące przez kręgosłup i haki zostały wykonane z tworzywa sztucznego wzmocnionego włóknem lub FRP. Podczas gdy Takayoshi Mizuki wyobrażał sobie, że Gigan będzie posiadał żółte pióra, zostały one zastąpione złotymi łuskami podczas procesu modelowania, odlanymi z formy łusek Króla Ghidory pozostawionej w studiu Tōhō. Piłę na brzuchu wykonano z pojedynczego kawałka drewna z przymocowanymi kawałkami ostrza, który wymieniano ze zdalnie sterowanym mechanizmem stworzonym przez Akinoriego Takagi imitującym ruch piły obrotowej. Płetwy na grzbiecie Gigana zostały wykonane z białej żorżety pobranej z kurtyny scenicznej.
W trakcie produkcji dokonano modyfikacji kostiumu Gigana i tak szyja została znacznie skrócona, a płetwy na grzbiecie wyprostowane. Poprzednia wersja kostiumu została wykorzystana w filmie do sceny Gigana atakującego port. Także elementy FRP początkowo odlane z litego materiału musiały zostać wydrążone po skargach Kenpachirō Satsumy, według którego „priorytetem Yasumaru był projekt, a nie dostosowanie kostiumu do aktora”.
Oprócz kostiumu Gigana powstał styrenowy model potwora w locie o długości około 1 metra. Wyposażony był w mechanizm rozpylania freonu z obu stron jego płetw, symulując jego przecinanie powietrza z dużą prędkością. Gigantyczny model pazura Gigana został również użyty do zobrazowania go uderzającego w myśliwce.
Godzilla Tower stworzona została z gipsu metodą wklejania i rzeźbienia przez Nobuyukiego Yasumaru. Wykonano również pełnowymiarowe okno w oku i stopy do scen z aktorami.

### Muzyka
Tanaka celem dalszych oszczędności zamiast stworzenia nowej ścieżki muzycznej, zlecił Fukudzie wykorzystanie muzyki Akiry Ifukube z jego wcześniejszych filmów. Motyw przewodni wzięto z The Birth of Japan Island prezentowanego na Expo ’70. Jedyną nową muzyką do filmu była piosenka Godzilla March skomponowana przez Kunio Miyauchiego i śpiewana przez Susumu Ishikawę. Według książki Age of the Gods: A History of the Japanese Fantasy Film Guya Marinera Tuckera, gdy Ifukube został zapytany o muzykę do filmu, kompozytor zareagował zdziwieniem, co sugeruje iż nigdy nie został poinformowany o wykorzystaniu jego partytur.

### Postprodukcja
Tōhō zleciło na rynek międzynarodowy anglojęzyczną wersję Godzilli kontra Gigana wykonaną przez studio Axis International z Hongkongu. Mimo że w zagranicznych materiałach promocyjnych Anguirus miał już swoje nowe angielskie imię, dubbing Axis International określa go starym imieniem Angilas. Film stał się znany ze scen, gdzie Godzilla i Anguirus rozmawiają ze sobą. W japońskiej wersji posługują się komiksowymi dymkami, zaś anglojęzycznej wersji mówią ludzkimi głosami. Głosu Godzilli użyczył angielski aktor i reżyser głosowy Ted Thomas, Anguirusowi zaś angielski aktor głosowy i radiowiec Michael Kaye.

## Odbiór

### Premiera
Godzilla kontra Gigan miał premierę 12 marca 1972 roku w ramach Toho Champion Festival.
Początkowo na terenie Stanów Zjednoczonych AIP zamierzał wydać film jako Godzilla vs. Gigan w 1973 roku, jednak z niejasnych przyczyn plany AIP się nie urzeczywistniły. Dopiero w sierpniu 1977 roku Cinema Shares wypuściło film pt. Godzilla on the Monster Island wykorzystując angielski dubbing zlecony przez Tōhō.
Film miał polską premierę w 1978 roku. Miał wznowienie w poznańskim kinie Kosmos 11 grudnia 1981 roku. Następnie został wydany w 1992 roku na VHS przez Vision.

### Wynik finansowy
Film zarobił w Japonii 320 mln jenów przy sprzedanych 1,78 mln biletach. W Polsce zgromadził 2,052 mln widzów, zajmując trzecie miejsce najbardziej dochodowych filmów w polskich kinach w 1978 roku i będąc filmem z Godzillą o największej frekwencji w historii polskiego kina. 

### Krytyka
Film wprawdzie odniósł większe zyski niż Godzilla kontra Hedora, jednak spotkał się z krytyką za słabe tempo, niekonsekwentny ton i zbytnie poleganie na materiałach archiwalnych. Krytykuje się fakt, że Fukuda i Sekizawa nie byli zainteresowani produkcją filmu, co „jest tylko nieznacznie bardziej obraźliwe dla legendy Godzilli niż dla jej publiczności”. 
Aczkolwiek nowy kaijū – Gigan spotkał się z uznaniem u fanów i pojawiał się w mediach związanych z Godzillą, a jego popularność pozwoliła mu na występ w Godzilli: Ostatniej wojny. W książce Special Graphix Godzilla vs. Mothra opisano osobowość Gigana jako krwiożerczego, okrutnego bandytę kontrastując go z Królem Ghidorą jako dystyngowanym złoczyńcą i Mechagodzillą jako chłodnym, opanowanym profesjonalistą.
Janusz Skwara z „Filmu” dał recenzję negatywną, krytykując nielogiczność fabuły, wyczerpanie formuły i przewidywalne zakończenie, „skoro się wie, że Godzilla niczym dobry duch zjawi się zawsze w porę i uratuje świat przed zniszczeniem”.
Jun Fukuda nie ukrywający swej niechęci do reżyserowanych przez siebie filmów z Godzillą, najbardziej nienawidził Godzilli kontra Gigana i Godzilli kontra Megalona, i w wywiadzie dla BBC wyrażał zdziwienie, że ktoś może je lubić. Doceniał jednak fakt popularności Godzilli wśród dzieci.

## Odniesienia w kulturze popularnej
- W odcinku Urusei Yatsura pt. Matamata Tōjō! Ai no Kariudo Kurama Hime (jap. またまた登場！愛の狩人クラマ姫) Gigan zostaje jednym z kandydatów na partnera życiowego królewny Kuramy[34].
- W odcinku Pucca pt. Tokyo a Go-Go gdy Pucca i jej przyjaciele odwiedzają Tokio widać Godzilę walczącego z Giganem[35].
- Amerykański raper Zymeer będąc członkiem grupy hip hopowej Monsta Island Czars nosił pseudonim Gigan. Pod tym pseudonimem wystąpił gościnnie w albumie Take Me to Your Leader King Geedory[36].
- W odcinku Laverne & Shirley pt. Lenny’s Crush Lenny informuje Laverne, że w kinie leci Godzilla on the Monster Island, co raduje Laverne będącą fanką Godzilli. Samo odniesienie jest anachronizmem, jako że akcja serialu dzieje się w latach 60., zaś film powstał dopiero w 1972 roku i miał amerykańską premierę w 1977 roku[37].
- W filmie Pacific Rim: Rebelia Gigan jest wymieniony w bazie danych PPDC[38].
- W filmie animowanym Toy Story 4 pojawia się bootleg zabawki Gigana[39].